# 椎橋章夫
椎橋章夫（しいばし あきお、1953年6月9日 - ）は、日本の技術者（工学博士）。東日本旅客鉄道（JR東日本）IT・Suica事業本部副本部長兼企画部長などを歴任し、Suicaの開発を指揮した。2013年（平成25年）から、JR東日本の子会社であるJR東日本メカトロニクスの代表取締役社長などを務めた後、2023年よりマイナカード発行元の地方公共団体情報システム機構理事長に就任した。埼玉県出身。

## 経歴
- 1972年 埼玉県立川越工業高等学校卒業[3]
- 1976年 埼玉大学工学部機械工学科卒業、日本国有鉄道入社
- 1993年 日本鉄道サイバネティックス協議会出改札システム委員会副委員長
- 2002年 東日本旅客鉄道株式会社営業部担当部長（Suicaシステム推進プロジェクト）
- 2004年 東日本旅客鉄道株式会社営業部Suica部長
- 2006年 東京工業大学大学院修了
- 2013年6月 JR東日本メカトロニクス株式会社代表取締役社長
- 2015年 日本ICカードシステム利用促進協議会代表理事[4]
- 2019年6月 JR東日本メカトロニクス取締役会長[5]
- 2021年6月 JR東日本メカトロニクス相談役
- 2022年6月 JR東日本メカトロニクス顧問
- NHKプロジェクトX第181回「執念のICカード　16年目の逆転劇」で取り上げられた。
- 2023年 地方公共団体情報システム機構理事長[2]
- 2023年　令和4年度（第64回）「交通文化賞」受賞（「ICカード乗車券システムの開発と導入を実現するとともにクレジットカードや携帯電話との一体化を行うなど新たなサービス創出に寄与した」ことに対して）
- 2023年　令和5年度「文部科学大臣表彰・科学技術賞（開発部門）」受賞（「ビッグデータにつながる鉄道ICカード乗車券システムの開発」に対して）

## 著書
- 「自動改札のひみつ」（成山堂書店　ISBN 978-4425761326）
- 「Suicaが世界を変える JR東日本が起こす生活革命」（東京新聞出版局　ISBN 978-4808308926）
- ｢ペンギンが空を飛んだ日―IC乗車券・Suicaが変えたライフスタイル｣　(交通新聞社 ISBN 978-4330395135)